# Spilosoma subjecta
Spilosoma subjecta là một loài bướm đêm thuộc phân họ Arctiinae, họ Erebidae.